# Platystele jamboeensis
Platystele jamboeensis är en orkidéart som beskrevs av Carlyle August Luer och Alexander Charles Hirtz. Platystele jamboeensis ingår i släktet Platystele och familjen orkidéer. Inga underarter finns listade i Catalogue of Life.